# 오산리선사유적박물관
오산리선사유적박물관은 강원특별자치도 양양군에 있는 선사 박물관이다. 양양 오산리 유적을 비롯하여 강원도 일대의 선사 시대 유적이 전시되어 있다.

## 연혁
- 2007년 7월 26일 개관.

## 시설 현황
- 1층: 전시실, 사회교육실, 사무실, 학예연구실, 수장고
- 야외: 야외 체험장, 선사유적 체험지

## 관람 안내
- 관람 시간: 09:00~18:00(17:30까지 입장)
- 휴관일: 연중무휴(사정에 따라 변경될 수 있음)